# Campionati mondiali di tiro a volo 1977
I campionati mondiali di tiro 1977 furono la diciassettesima edizione dei campionati mondiali di questo sport e si disputarono a Antibes.

## Risultati

### Uomini

#### Fossa olimpica
| Evento      | Oro                                                               | Oro       | Argento                                                                        | Argento   | Bronzo                                                               | Bronzo    |
| Evento      | Atleta                                                            | Risultato | Atleta                                                                         | Risultato | Atleta                                                               | Risultato |
| Individuale | Esteban Azkue                                                     | 197       | Armando Marques da Silva                                                       | 195       | Carlo Danna                                                          | 193       |
| A squadre   | Italia Silvano Basagni Alberto Carneroli Carlo Danna Angelo Giani | 575       | Spagna Esteban Azkue Ricardo Sancho Navarro R. Rumoroso Eladio Vallduvi Casals | 572       | Stati Uniti Hugh Bowie Donald Haldeman Frank Little James Poindexter | 568       |

#### Skeet
| Evento      | Oro                                                                           | Oro       | Argento                                                        | Argento   | Bronzo                                                | Bronzo    |
| Evento      | Atleta                                                                        | Risultato | Atleta                                                         | Risultato | Atleta                                                | Risultato |
| Individuale | Benny Seiffert                                                                | 196       | Firmo Emilio Roberti Anders Karlsson                           | 194       |                                                       |           |
| A squadre   | Stati Uniti Joseph Clemmons Daniel Carlisle Alger Mullins Bradley Jay Simmons | 577       | Francia G. Beasse G. Crepin Jean-Francois Petitpied Elie Penot | 573       | Svezia J. Bengtsson Anders Karlsson M. Land L. Olsson | 571       |

### Donne

#### Fossa olimpica
| Evento      | Oro                                              | Oro       | Argento                                                   | Argento   | Bronzo                                                | Bronzo    |
| Evento      | Atleta                                           | Risultato | Atleta                                                    | Risultato | Atleta                                                | Risultato |
| Individuale | Susan Nattrass                                   | 192       | Audrey Grosch                                             | 188       | Wanda Gentiletti                                      | 182       |
| A squadre   | Italia B. Giudicci Wanda Gentiletti Elda Rolandi | 395       | Stati Uniti Audrey Grosch Loral Delaney Frances Strodtman | 392       | Spagna C. De Cubas Pilar de Rionda Teresa De Llaurado | 384       |

#### Skeet
| Evento      | Oro                                                          | Oro       | Argento                                    | Argento   | Bronzo                                      | Bronzo    |
| Evento      | Atleta                                                       | Risultato | Atleta                                     | Risultato | Atleta                                      | Risultato |
| Individuale | Ruth Jordan                                                  | 189       | Ila Hill                                   | 187       | Bianca Hansberg                             | 183       |
| A squadre   | Germania Ovest Saskia Brixner Ruth Jordan Claudia von Kanitz | 410       | Stati Uniti Joan Elkins Eva Funes Ila Hill | 406       | Francia Jane Blot Odile Bretault D. Lesprit | 387       |

## Medagliere
Nazione ospitante
| Posiz. | Nazione        | Oro | Argento | Bronzo | Totale |
| ------ | -------------- | --- | ------- | ------ | ------ |
| 1      | Italia         | 2   | 0       | 3      | 5      |
| 2      | Germania Ovest | 2   | 0       | 0      | 2      |
| 3      | Stati Uniti    | 1   | 4       | 1      | 6      |
| 4      | Spagna         | 1   | 1       | 1      | 3      |
| 5      | Canada         | 1   | 0       | 0      | 1      |
| 5      | Danimarca      | 1   | 0       | 0      | 1      |
| 7      | Francia        | 0   | 1       | 1      | 2      |
| 7      | Svezia         | 0   | 1       | 1      | 2      |
| 9      | Argentina      | 0   | 1       | 0      | 1      |
| 9      | Portogallo     | 0   | 1       | 0      | 1      |